# Burnout Dominator
Burnout Dominator is een computerspel ontwikkeld en uitgegeven door Electronic Arts. Het kwam op 23 maart 2007 uit voor PlayStation 2 en op 27 maart voor PSP.

## Gameplay
Net zoals andere spellen uit de Burnout-serie gaat het om racen tussen druk verkeer en de tegenstander te laten botsen. Ook zijn de Burnouts terug die niet zijn gezien sinds Burnout 2: Point of Impact. Er zijn een aantal dingen die in Burnout Revenge voorkwamen verwijderd, zoals langs achter tegen het verkeer aanbotsen (traffic checking) en de Crash Mode. Er is ook een nieuw type evenement, genaamd Maniac waar het de bedoeling is om zo gevaarlijk mogelijk te rijden. Burnout Dominator heeft 88 verschillende races en 36 auto's om vrij te spelen. Er is geen online-modus in dit spel.

### Evenementen
- Race – Een race van 1 tot 3 ronden tegen 5 tegenstanders (3 op de PSP).
- Road Rage (Wegmisbruik) – Zo veel mogelijk tegenstanders laten crashen voor een medaille.
- Eliminator (Afvaller) – Lijkt sterk op Race maar na iedere 30 seconden valt er een tegenstander af.
- Burning Lap (Turbo-Ronde) – Een tijdrit van een enkele ronde.
- Maniac – Zo gevaarlijk mogelijk rijden om een medaille te verdienen en iedere Burnout verdubbelt de score.
- Burnout-/Drift-/Near Miss Challenge – Een variant op Maniac, maar gericht op maar een doel.
- Grand Prix – Bestaat uit 3 races, de coureur die de meeste punten heeft aan het einde van de Grand Prix wint.
- Dominator Challenge – Eigenlijk gewoon een Maniac evenement, echter mag je met een Dominator wagen rijden en als je goud wint krijg je hem.

## Versies
PlayStation 2-versie
De uitgave voor de PlayStation 2 heeft betere graphics dan de PlayStation Portable maar heeft geen mogelijkheid om extra circuits te downloaden.
PlayStation Portable-versie
De uitgave voor de PlayStation Portable heeft slechtere graphics dan de PlayStation 2 maar heeft wel de mogelijkheid om extra circuit te downloaden, namelijk Carnival Point en Red Gate circuit.

## Soundtracks
Burnout Dominator heeft net als Burnout 3: Takedown en Burnout Revenge een lijst van soundtracks, die wordt gedeeld met Burnout Paradise.

## Trivia
- Er is een camerabug in de PS2-versie van Burnout Dominator. Hierdoor zoomt de camera uit en als de speler boost gaat de camera op en neer.
- Enkele auto's uit Burnout 3: Takedown en Burnout Revenge keren in dit spel terug.
- Dit is het enige Burnout-spel dat niet werd ontwikkeld door Criterion Games.

## Ontvangst
| Beoordeeld door     | Platform      | Datum         | Score |
| ------------------- | ------------- | ------------- | ----- |
| Gamers' Temple, The | PSP           | 26 maart 2007 | 84%   |
| GameAlmighty.com    | PSP           | 13 maart 2007 | 83%   |
| Strategy Informer   | PlayStation 2 | 27 april 2007 | 83%   |
| Gamer Within        | PlayStation 2 | 26 maart 2007 | 80%   |
| IGN                 | PlayStation 2 | 2 maart 2007  | 80%   |
| Gamer 2.0           | PSP           | 26 maart 2007 | 73%   |
| Gamekult            | PSP           | 4 mei 2007    | 70%   |
| GameSpy             | PSP           | 16 maart 2007 | 60%   |
| GameSpy             | PlayStation 2 | 16 maart 2007 | 60%   |
| Jive Magazine       | PlayStation 2 | 7 maart 2007  | 60%   |